# Spiste horisonter
|  | Denne artikel er oprettet af botten PalnaBot ud fra en ekstern database. Den kan derfor have sproglige fejl eller mangler. Denne skabelon kan fjernes efter kontrol af indholdet. |

Spiste horisonter er en eksperimentalfilm fra 1950 instrueret af Wilhelm Freddie, Jørgen Roos.

## Handling
To mænd, der bruger en nøgen kvinderyg som bord, spiser en masse brød, hvorpå de skærer hul i kvindens krop og spiser hendes indvolde.